# 眼淚工匠
《眼淚工匠》（義大利語：Fabbricante di lacrime）是2024年Netflix原創義大利青少年浪漫電影，由亞歷山德羅·傑諾韋西執導，伊萊奧諾拉·菲奧里尼（Eleonora Fiorini）和亞歷山德羅·傑諾韋西共同編劇。本電影改編自義大利女作家艾琳·杜奧姆於2017年在Wattpad出版的同名小說，領銜主演為西蒙內·鮑達瑟羅尼和卡特琳娜·費雷歐利（Caterina Ferioli）。
電影於2024年4月4日在Netflix全球同步上映。

## 劇情大綱
故事開始時，時年8歲的年幼妮卡（卡特琳娜·費雷歐利飾）在一場車禍意外中失去雙親，接著，她來到一家被稱為「墳場」的「晴溪孤兒院」（Sunnycreek Orphanage）。孤兒院的院長瑪格麗特（莎賓娜·帕拉維奇尼飾）是一位具有虐童傾向的年輕女子，她熟知每個人的弱點和恐懼的事物，並經常以紀律、服從等藉口對孩子們施以暴力，讓他們每天活在恐懼中痛苦地成長。另一方面，妮卡在這段期間認識了名為艾德琳的女孩成為了朋友。隨著時光流逝，青少年時期的妮卡和被瑪格麗特視為驕傲喜悅的同院少年瑞吉爾（西蒙內·鮑達瑟羅尼飾）被善良的密利根夫婦——安娜和諾曼收養，他們終於有機會離開孤兒院過著嶄新的人生。不過，冷酷的瑞吉爾一直對待妮卡的態度十分冷淡，卻又在學校極力保護妮卡，避免她受到其他男生的騷擾。閃回片段更顯示瑞吉爾是唯一沒有在「晴溪孤兒院」遭受瑪格麗特施加肢體與精神虐待的院童。
學校開學首日，瑞吉爾與另一名學生打架。學生們參加花園日，互相匿名贈送玫瑰花。妮卡收到了一朵黑玫瑰，象徵著一段痛苦而執著的愛情，當她詢問瑞吉爾時，瑞吉爾否認自己贈與這朵花給她。另一方面，同校男學生萊諾約妮卡出去約會，瑞吉爾後來與萊諾大打出手。當妮卡警告瑞吉爾的行為後，瑞吉爾忽然癲癇發作，於是她自願留下來照顧他。閃回片段中顯示瑞吉爾某次發現瑪格麗特準備對妮卡進行虐待時，故意割傷了自己的手以分散瑪格麗特的注意力。
一日，艾德琳拜訪米利根家與妮卡會談，表明她想對瑪格麗特提出指控，這意味著需要妮卡的證詞，但是妮卡因為無法面對自己的過去選擇拒絕此事。那天晚上，妮卡和瑞吉爾正要接吻，萊諾敲了門打斷了兩者，萊諾懷疑妮卡和瑞吉爾互相有感情，並告訴她人們不會贊同他們的關係，瑞吉爾告訴妮卡，自己對她而言是個破碎不完整的人，她應該有一個正常的男朋友，隨後瑞吉爾拒絕被密利根家收養而毅然選擇離去。
在學校舞會期間，萊諾試圖在教室裡對妮卡進行性侵，但瑞吉爾介入救了妮卡。妮卡和瑞吉爾在教室裡接吻並發生性關係。離開舞會後，憤怒難耐的萊諾試圖在橋上開車撞倒他們，但他們跳進下面的河裡逃過一劫。妮卡在醫院醒來後，獲知瑞吉爾以自身肉體為盾阻止了她的墜落，他處於昏迷狀態，而他患有的腦神經瘤使情況變得更加複雜。瑞吉爾拒絕了米利根夫婦的收養，現在由瑪格麗特監護。瑪格麗特將他的昏迷歸咎於妮卡，並說她會讓她永遠遠離他。妮卡最終同意與艾德琳出庭指證她，讓瑪格麗特獲得應有的制裁。
事後妮卡在醫院告訴瑞吉爾，他們贏了官司，瑪格麗特再也不能傷害他們了。瑞吉爾終於從昏迷中醒來。故事尾聲，妮卡和瑞吉爾幸福地結婚了，兩者婚後育有一個女兒，過著幸福無憂的生活。

## 演員及角色
| 演員                                            | 角色                            | 描述 |
| ----------------------------------------------- | ------------------------------- | --- |
| 西蒙內·鮑達瑟羅尼                               | 瑞吉爾·維爾德 Rigel Wilde       | 孤兒院院長瑪格麗特最重視及最偏爱的孩子，擅奏鋼琴。長大後因弹奏钢琴引起了密利根夫妇的注意随后和妮卡一起被收養到密利根家，成為妮卡的養兄。瑞吉尔和妮卡有着不可言说的感情。后一同来到巴纳比高中学习。瑞吉尔总是在关键时刻出现救妮卡。 |
| 卡特琳娜·費雷歐利 Caterina Ferioli              | 妮卡 Nica Dover                 | 瑞吉爾的養妹。备受院长玛格丽特的虐待，长大后被密利根夫妇收养。因相貌出众而被莱诺盯上，但每次遇到困难的时候瑞吉尔都会出现。 |
| 亞歷山德羅·貝德蒂 Alessandro Bedetti            | 萊諾 Lionel                     | 妮卡的愛慕者，對妮卡不懷好意。 |
| 莎賓娜·帕拉維奇尼                               | 瑪格麗特·斯托克 Margaret Stoker | 晴溪孤兒院院長，長年對孤兒院的孩子們施虐，故事後期被包含妮卡在內的受虐院童指控，遭受法律制裁。 |
| 蘿貝塔·羅威利 Roberta Rovelli                   | 安娜·密利根 Anna Milligan       | 妮卡和瑞吉爾的養母。在她和諾曼的兒子艾倫（Alan）過世後才領養了妮卡和瑞吉爾。 |
| 奧蘭多·辛克                                     | 諾曼·密利根 Norman Milligan     | 妮卡和瑞吉爾的養父。 |
| 艾可·安卓里歐洛 Eco Andriolo                    | 艾德琳 Adeline                  | 妮卡在孤兒院最好的朋友。 |
| 妮基·帕薩雷拉 Nicky Passarella                  | 比莉 Billie                     | 巴納比高中的學生，妮卡的同學。 |
| 思薇瓦·羅瑪那·坎德雷塔 Sveva Romana Candelletta | 蜜姬 Miki                       | 巴納比高中的學生，妮卡的同學。喜歡比莉。 |
| 斯特凡諾·瑪麗亞·瑪莎利 Stefano Maria Massari    | 彼得·科林 Peter Corrin          | 妮卡和瑞吉爾在孤兒院的同伴。 |
| 安托尼·吉斯萊里 Antonio Ghisleri                | 菲爾普 Phelps                   | 巴納比高中的學生，萊諾的夥伴。 |
| 茱茱·狄多明尼克 Juju Di Domenico                | 艾西雅 Asia                     | 艾倫的女友，不滿密利根夫婦收養妮卡和瑞吉爾。 |
| 勞拉·巴爾迪 Laura Baldi                         | 達瑪 Dalma                      | 艾西雅的母親。 |
| 歐亨尼奧·克勞斯 Eugenio Krauss                  |                                 | 艾西雅的父親。 |
| 阿倫·特維爾德 Aron Tewelde                      | 克里爾老師 Mr. Kirill           | 巴納比高中的老師。 |

## 製作
《眼淚工匠》原著作是艾琳·杜奧姆於2017年發行在Wattpad的網路小說。2021年，義大利的Magazzini Salani出版社發行了該小說，隔年，《眼淚工匠》成為義大利全國最暢銷的青少年文學小說。科羅拉多影業在2022年取得將這部暢銷小說改編成電影的權利，而Netflix在2023年9月取得電影發行權。
主體拍攝於2023年2月開始至6月結束，拍攝地點包括羅馬、佩斯卡拉和拉溫納。

## 發行
本電影的前導預告於2024年2月20日發行；正式預告於同年3月14日發行。2024年4月4日，電影正片在Netflix全球同步上映。

## 外部連結
- 互联网电影数据库（IMDb）上《眼淚工匠》的资料（英文）
- 在Netflix上觀看《眼淚工匠》